# Yang Junxuan
Yang Junxuan (杨浚瑄S; Zibo, 26 gennaio 2002) è una nuotatrice cinese, vincitrice di un oro, due argenti e tre bronzi olimpici.

## Palmarès
- Giochi olimpici

Tokyo 2020: oro nella 4x200m sl, argento nella 4×100m misti mista.
Parigi 2024: argento nella 4x100m misti mista, bronzo nella 4x100m sl, nella 4x200m sl e nella 4x100m misti.
- Mondiali

Budapest 2022: oro nei 200m sl.
Fukuoka 2023: bronzo nella 4x100m sl.
- Mondiali in vasca corta

Hangzhou 2018: oro nella 4x200m sl, argento nella 4x100m misti, bronzo nella 4x100m sl.
Hangzhou 2023: oro nella 4x100m sl e nella 4x100m misti mista, argento nei 100m sl.
- Giochi asiatici

Giacarta 2018: oro nella 4x200m sl e nella 4x100m misti mista, argento nei 200m sl e nella 4x100m sl, bronzo nei 100m sl.
Hangzhou 2022: oro nella 4x100m sl e nella 4x100m misti mista, argento nei 100m sl.
- Giochi olimpici giovanili

Buenos Aires 2018: oro nella 4x100m mista e nella 4x100m misti mista, argento nei 100m sl e nei 200m sl, bronzo nei 50m sl e nella 4x100m sl mista.